# Alessio Vinci
Alessio Vinci (Lussemburgo, 15 aprile 1968) è un giornalista, conduttore televisivo e manager italiano.
È stato a lungo corrispondente dall'estero della CNN, con cui ha collaborato per quasi vent'anni.
il 24 febbraio 2009 ha esordito alla conduzione televisiva - facendosi conoscere anche al pubblico italiano - presentando il talk show di Canale 5 Matrix, che ha guidato fino al 31 maggio 2012. Dopo aver lasciato Mediaset, ha lavorato per breve tempo ad Agon Channel per poi diventare capo della comunicazione Alitalia ed in seguito capo della comunicazione istituzionale in TIM fino al 19 novembre 2018.

## Biografia
Alessio Vinci è nato a Lussemburgo da padre siciliano originario di Messina, che dal 1986 ha ricoperto l'incarico di segretario generale e dal 1999 quello di direttore generale del Parlamento europeo, e da madre veneziana. Ha studiato scienze politiche all'Università degli Studi di Milano, senza però conseguire la laurea. Si è poi trasferito con una borsa di studio ad Atlanta, negli Stati Uniti d'America, dove ha iniziato a lavorare per l'emittente televisiva CNN. Grazie alle varie lingue imparate nell'infanzia (l'italiano, il francese, l'inglese, il tedesco ed il russo), si occupa prevalentemente degli esteri. Fra il 1991 e il 1996 è stato corrispondente da Mosca, assistendo al putsch di agosto, alla crisi costituzionale del 1993 e si è occupato anche della prima guerra cecena. Ha ricevuto un ACE Award per la copertura delle Elezioni presidenziali in Russia del 1996.
Fra il 1999 e il 2001 è stato il corrispondente da Belgrado, assistendo ai bombardamenti NATO e alla caduta di Slobodan Milošević, vincendo per questo l'Edward Murrow Award. È stato in seguito per tre anni il corrispondente da Berlino, occupandosi di Russia, Balcani, Africa, Europa centrale ed orientale. Nel 2001 ha passato un periodo a New York dopo gli attentati dell'11 settembre ed in Afghanistan, dopo l'invasione statunitense. Dal 2001 è il corrispondente da Roma, dove nel 2005 si è occupato della morte di Giovanni Paolo II, dei funerali e del successivo conclave: lo stesso anno ha vinto il Premio Maria Grazia Cutuli (organizzato dal Corriere della Sera in collaborazione con il comune di Santa Venerina). Dal 13 giugno 2006 è iscritto all'albo dell'Ordine dei giornalisti come pubblicista.
Il 16 febbraio 2009 lascia la CNN per passare a Mediaset succedendo, dal 24 febbraio, ad Enrico Mentana nella conduzione di Matrix, programma televisivo di attualità e approfondimento giornalistico in onda nella seconda serata di Canale 5: questo incarico termina definitivamente il 31 maggio 2012. Insieme a Sabrina Scampini, dal 7 al 28 ottobre 2012, per quattro puntate, ha condotto la trasmissione Domenica Live su Canale 5 ma poi entrambi, a causa dei bassi ascolti, dal 4 novembre 2012 sono stati sostituiti da Barbara D'Urso.
Nel gennaio 2013 è passato al TG5, ma dopo circa sei mesi decide di terminare ogni rapporto lavorativo con Mediaset (formalmente dimettendosi dall'incarico di vicedirettore Videonews, ruolo che ricopriva dal 2009) a causa di alcuni dissidi con i vertici aziendali. Ad agosto 2013 approda alla televisione albanese Agon Channel, ed a settembre ne diventa direttore editoriale fino alla conclusione dell'esperienza albanese a luglio 2014. L'8 gennaio 2016 è stato nominato capo della comunicazione di Alitalia e direttore editoriale del periodico Ulisse. Nel 2016 gli è stato attribuito alla Camera dei deputati il Premio America della Fondazione Italia USA. Dall'ottobre 2017 al 19 novembre 2018 è stato a capo della comunicazione istituzionale alla TIM. Successivamente nel 2019 si è trasferito a Zurigo per assumere l'incarico di responsabile della comunicazione di Zurich Insurance Group.